# АЕС Джинна
Атомна електростанція Роберта Еммета Джинна, більш відома як Джинна ([ɡɪˈneɪ] ghih-NAY) — атомна електростанція, розташована на південному березі озера Онтаріо, у місті Онтаріо, округ Вейн, штат Нью-Йорк., США, приблизно 32 кілометри на схід від Рочестера, Нью-Йорк. Це одноблокова станція з 2-контурним водно-водяним ядерним реактором Westinghouse, подібний до реакторів у Пойнт-Біч, Кевоні та на острові Прейрі. Ввійшовши в комерційну експлуатацію в 1970 році,  Джинна став другим найстарішим ядерним енергетичним реактором після блоку 1 Nine Mile, який все ще працював у Сполучених Штатах, коли 17 вересня 2018 року електростанція Oyster Creek була закрита назавжди.

## Історія
Завод був названий на честь Роберта Еммета Джинни, колишнього виконавчого директора Rochester Gas &amp; Electric, який був одним із перших прихильників використання ядерної енергії для виробництва електроенергії.
Ginna належить і управляється Constellation Energy після відділення від Exelon у 2022 році. Constellation перед злиттям з Exelon придбала його у Rochester Gas and Electric у 2004 році.
Завод Джинна став місцем ядерної аварії, коли 25 січня 1982 року невелика кількість радіоактивної пари викинулася в повітря після розриву труби парогенератора. Витік, який тривав 93 хвилини, призвів до оголошення надзвичайної ситуації. Причиною розриву став невеликий предмет у формі пирога, який залишився в парогенераторі під час відключення. Це був не перший випадок, коли в американському реакторі стався розрив труби, але аварія на острові Три-Майл-Айленд сталася так близько, що призвело до того, що значну увагу було зосереджено на інциденті на станції Джинна. Загалом у навколишнє середовище було викинуто 485,3 кюрі благородного газу та 1,15 мілікюрі йоду-131 та 6400 л., забрудненої води було втрачено з реактора.
У 1996 році оригінальні парогенератори, поставлені Westinghouse (включаючи той, який був пошкоджений у 1982 році та відремонтований), були замінені двома абсолютно новими парогенераторами Babcock & Wilcox. Цей проект дозволив підвищити продуктивність Ginna через кілька років і став головним фактором у затвердженні продовження ліцензії на експлуатацію заводу на 20 років після початкової ліцензії (спочатку діяла до 2009 року).

## Навколишнє населення
Комісія з ядерного регулювання визначає дві зони планування на випадок надзвичайних ситуацій навколо атомних електростанцій: зону впливу шлейфу радіусом 16 км, пов’язаних насамперед з впливом та вдиханням радіоактивного забруднення, що передається повітрям, і зоною шляхів ковтання близько 80 км, пов’язаних насамперед із прийомом їжі та рідини, забрудненої радіоактивністю.
Населення США в радіусі 16 км згідно з аналізом даних перепису населення США. У 2010 році населення США в радіусі 80 км склало 1 269 589, збільшившись на 2,1 відсотка з 2000 року. Міста в межах 50 миль включають Рочестер (17 миль до центру міста). Населення Канади не включено до цих цифр.

## Сейсмічний ризик
Відповідно до дослідження NRC, опублікованого в серпні 2010 року, оцінка Комісії з ядерного регулювання щорічного ризику землетрусу, достатнього для того, щоб спричинити пошкодження активної зони реактора в Джинні, становила 1 з 76 923.

## Інформація про енергоблоки
| Енергоблок | Тип реакторів        | Потужність | Потужність | Початок будівництва | Пуск       | Підключення до мережі | Введення в експлуатацію | Закриття |
| Енергоблок | Тип реакторів        | Чистий     | Брутто     | Початок будівництва | Пуск       | Підключення до мережі | Введення в експлуатацію | Закриття |
| ---------- | -------------------- | ---------- | ---------- | ------------------- | ---------- | --------------------- | ----------------------- | -------- |
| Джинна     | PWR, W (2-контурний) | 580 МВт    | 608 МВт    | 25.04.1966          | 08.11.1969 | 02.12.1969            | 01.07.1970              | —        |